# مادرول
latitudeمادرولnicknameمادرولlongitudeمادرول
مادرول (به انگلیسی: Motherwell) یک شهرک در اسکاتلند است که در لانارکشر شمالی واقع شده‌است.

## خصوصیات
مادرول ۱۴٫۲۸ کیلومترمربع مساحت و ۳۰٬۳۱۱ نفر جمعیت دارد.